# Караузовићи (Горажде)
Караузовићи је насељено мјесто у граду Горажду, Босна и Херцеговина.

## Становништво
|             | 2013.      | 1991.        | 1981.        | 1971.         |
| Укупно      | 7 (100,0%) | 52 (100,0%)  | 85 (100,0%)  | 127 (100,0%)  |
| Бошњаци     | 7 (100,0%) | 46 (88,46%)1 | 74 (87,06%)1 | 109 (85,83%)1 |
| Срби        | –          | 6 (11,54%)   | 9 (10,59%)   | 18 (14,17%)   |
| Југословени | –          | –            | 2 (2,353%)   | –             |

1. 1 На пописима од 1971. до 1991. Бошњаци су пописивани углавном као Муслимани.